# Gaius Claudius Glaber
Gaius Claudius Glaber var en romersk befälhavare under slavupproret som leddes av Spartacus. Gaius Cladius Glaber regerade under den sena romerska republiken, där han hade titeln legat. 
Gaius Claudius Glaber stupade i Slaget vid Vesuvius år 73 f.Kr., då han blev anfallen under natten av Spartacus och hans slavanhängare under Spartacusupproret.